# Katissa elegans
Katissa elegans là một loài nhện trong họ Anyphaenidae.
Loài này thuộc chi Katissa. Katissa elegans được Richard C. Banks miêu tả năm 1909.